# Ustilago esculenta
Espèce
Ustilago esculenta est une espèce de champignons basidiomycètes de la famille des Ustilaginaceae.
Ce champignon appartient au genre Ustilago, qui regroupe des espèces responsables de la maladie du charbon, par exemple le charbon du maïs, le charbon nu de l'orge, le faux charbon nu de l'orge, le charbon couvert de l'orge, le charbon nu de l'avoine, et d'autres maladies des graminées.
Cette espèce est aussi un agent phytopathogène qui attaque Zizania latifolia, le riz sauvage de Mandchourie.
Cette graminée est son seul hôte connu.
Les tiges de Zizania latifolia enflées après l'attaque par le champignon Ustilago esculenta sont consommées comme légumes dans certains pays d'Asie.

## Synonymes
Selon Catalogue of Life (25 juin 2016) :
- Melanopsichium esculentum (Henn.) Mundk. & Thirum., 1946,
- Yenia esculenta (Henn.) Liou, 1949.